# Паланик, Чак
Чарльз Майкл (Чак) Па́ланик (англ. Charles Michael «Chuck» Palahniuk, МФА: [ˈpɔːlənɪk], читается Чак По́лэник; род. 21 февраля 1962, Песко, Вашингтон, США) — современный американский писатель и фриланс-журналист. Известен как автор отмеченной множеством премий книги «Бойцовский клуб», по которой Дэвидом Финчером был снят одноимённый фильм с Брэдом Питтом, Эдвардом Нортоном и Хеленой Бонэм Картер в главных ролях. Паланик имеет одно из самых многочисленных сообществ последователей в Интернете, которое создано на его официальном сайте. Творчество Паланика, схожее со стилем таких писателей, как Брет Истон Эллис, Ирвин Уэлш и Дуглас Коупленд, сделало его одним из самых популярных новеллистов Поколения X.
Также написал получившие различные награды романы, такие как «Уцелевший», «Колыбельная», «Призраки» и др. Его роман «Удушье» был экранизирован в 2008 году. Паланик является обладателем премий «Pacific Northwest Booksellers Association Award» и «Oregon Book Award». Дважды номинировался на премию Брэма Стокера. Писатель имеет свой особенный стиль письма, характеризующийся, в первую очередь, нелинейным повествованием, героями-маргиналами, ищущими своё место в жизни; минимализмом, повторением определённых строк на протяжении всего романа; цинизмом, едкой иронией и чёрным юмором. Его книги были проданы в количестве более 3 миллионов экземпляров.

## Жизненный путь до начала писательской карьеры
Паланик родился в Паско, Вашингтон, в семье Кэрол и Фреда Палаников и вырос в вагончике в городе Бербанк (штат Вашингтон) вместе со своей семьёй. Когда Паланику было 14 лет, его родители разошлись и стали жить отдельно. Позже они развелись, поэтому часто оставляли его и ещё трёх братьев с дедушкой и бабушкой по материнской линии на их скотоводческом ранчо в восточной части штата Вашингтон. Дед Паланика по отцу Ник Палагнюк был украинцем, эмигрировавшим в США через Канаду и осевшим в Нью-Йорке в 1907 году. Сам Чак Украину ещё не посещал, хотя там живёт его брат. В 2009 году мать Паланика умерла от рака.
В 1986 году Чак окончил факультет журналистики Орегонского университета в США. Во время учёбы в колледже работал стажёром на Национальном Общественном радио KLCC в городе Юджин, штат Орегон. Вскоре он переехал в Портленд, где некоторое время писал для местной газеты. Начав работать на компанию «Freightliner» механиком по дизелям, он также писал учебные руководства по ремонту грузовиков и занимался понемногу журналистской практикой (работа, к которой он ещё вернётся, даже после карьерного взлёта). После случайного посещения бесплатного семинара, который проводился организацией «Landmark Education», Паланик покинул работу журналиста в 1988 году.
Желая делать в своей жизни больше, чем просто работу, Паланик стал волонтёром в приюте для бездомных. После этого некоторое время работал волонтёром в хосписе. Он занимался перевозкой неизлечимо больных людей на встречи так называемых «групп поддержки». Позднее эта работа нашла своё отображение в книге «Бойцовский клуб», где главные герой и героиня с целью эмоциональной разрядки посещают именно такие группы поддержки. Паланик бросил эту работу после того, как умер один из больных, ставший ему особенно близким.
Уже взрослым Паланик стал членом группировки Cacophony Society (англ.), принимал регулярное участие в их мероприятиях, включая Santa Rampage (англ., общественная вечеринка по случаю Рождества, включающая много веселья и алкоголя) в Портленде. Многие сюжеты, описанные в его книгах, как художественных, так и документальных, вдохновлены его участием в сообществе. Считается, что Cacophony Society было прообразом «Проекта „Разгром“» в «Бойцовском клубе».
Когда будущий писатель был ещё ребёнком, родители взяли Чака и его младшую сестру на кладбище, чтобы показать могилу деда и бабушки. Дети, увидев на могильных плитах имена своих предков — Paula и Nick, очень развеселились и с тех пор стали произносить свою фамилию — Palahniuk — именно таким образом: «Пола-Ник». Украинское происхождение писателя также позволяет произносить его фамилию как «Палагнюк» (см. также Джек Пэланс).

## Жизнь и творчество после начала писательской карьеры

### «Бойцовский клуб»
«Бойцовский клуб» я продал очень быстро, за $7000. Позднее я узнал, что это называется «отступные» — когда редактор издательства хочет заполучить книгу, а издательство заинтересовано, чтобы именно он занимался ей, и оно устраняет из процесса самого автора.
Паланик начал свою писательскую карьеру приблизительно в 35-летнем возрасте. По его рассказам, он начал писать после посещения курсов писательского мастерства, которые вёл Том Спанбауэр, куда он ходил, чтобы завести новых друзей. Спанбауэр сильно повлиял на минималистический писательский стиль Паланика. Его первая книга «Бессонница: Если ты жил здесь, то был уже дома» так и не была опубликована, так как Паланик разочаровался в сюжете (небольшая часть этой книги была использована позже в «Бойцовском клубе»). Когда он попытался опубликовать следующий роман «Невидимки» (тогда он ещё назывался «Манифест»), издатель отверг его как слишком возмутительный. Это заставило автора сделать своё следующее произведение «Бойцовский клуб» ещё более возмутительным назло издателю. «Бойцовский клуб» писался в свободное от работы во «Freightliner» время. Сначала, в 1995 году, он был опубликован в виде короткого рассказа в сборнике «Pursuit of Happiness» (этот рассказ впоследствии стал шестой главой). Затем Паланик развернул его в полноценный роман. Вопреки ожиданиям, издатель захотел его опубликовать.
Первое издание книги в твёрдом переплёте было довольно успешным, оно получило положительные отзывы и несколько наград, но, несмотря на это, ажиотаж довольно быстро спал. Паланик пытался найти литературного агента, но так и не смог этого сделать до окончания публикации романа. После того как к роману проявил интерес Голливуд в лице студии 20th Century Fox, Паланик подписал контракт с актёром и литературным агентом Эдвардом Хиббертом. Хибберт впоследствии выступил посредником в подписании соглашения между писателем и киностудией для запуска в производство киноадаптации романа. В 1999 году, спустя три года после публикации романа, Дэвид Финчер снял фильм. С точки зрения кассовых сборов фильм был провален, несмотря на то, что он лидировал в США первую неделю проката, реакция критиков также была неоднозначной, хотя в основном и положительной. Однако культовый статус пришёл к картине после выхода на DVD. После выхода фильма книга трижды переиздавалась с мягкими обложками в 1999, 2004 (с новым предисловием автора про успех экранизации) и 2005 (с новым послесловием) годах.

### События, повлиявшие на дальнейшую карьеру

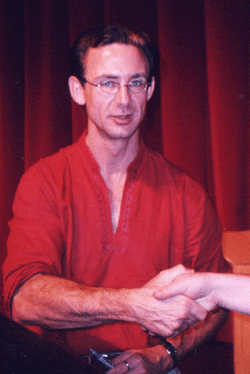
Паланик в университете Олбани, 2004 год

Исправленные и дополненные издания «Невидимок» и его четвёртого романа «Уцелевший» были опубликованы в 1999 году, сделав Паланика культовой фигурой. Несколькими годами позже он создал свой первый бестселлер по версии «New York Times» — роман «Удушье». Благодаря этому следующие книги автора имели значительный успех. Это дало ему возможность организовать промотуры, во время которых он читал отрывки из своих новых, ещё неопубликованных произведений.
В 1999 году в жизни Паланика произошло событие, повлиявшее на его дальнейшее творчество: его отец Фред Паланик начал встречаться с женщиной по имени Донна Фонтейн, с которой он познакомился через службу брачных объявлений. Эта женщина отправила своего бывшего бойфренда Дэйла Шеклфорда в тюрьму за изнасилование. Шеклфорд поклялся убить Фонтейн, как только выйдет из тюрьмы. Чак Паланик был уверен, что через службу брачных объявлений Фонтейн искала «самого сильного человека, которого только можно найти», чтобы защититься от Шеклфорда, а отец Чака соответствовал данной характеристике. После освобождения Шеклфорд выследил Фонтейн и Паланика-старшего до дома Донны, куда они возвращались после свидания, застрелил обоих, отнёс их тела в дом и поджёг его. Весной 2001 года Дэйла Шеклфорда признали виновным в двойном убийстве и приговорили к смертной казни (в 2019 году приговор был смягчен, смертная казнь заменена на два пожизненных заключения). После этих событий Чак Паланик начал работу над книгой «Колыбельная». Сам автор утверждает, что писал этот роман для того, чтобы самому разобраться, заслужил ли Шеклфорд смертный приговор.
Весной 2003 года Паланик дал интервью Карен Велби, корреспонденту журнала «Entertainment Weekly». Во время интервью Паланик часто упоминал о своём партнёре. До тех пор многие были уверены, что Паланик женат (некоторые СМИ уверяли, что у него есть супруга), когда на самом деле он жил со своим парнем. Позже Паланик утверждал, что Велби включила данную информацию в статью без его согласия. В ответ он разместил на своём веб-сайте наполненную негодованием аудиозапись, в которой лишь подтвердил свою гомосексуальность, а также в оскорбительных тонах отозвался о Велби и её родных. Однако тревога Паланика не имела под собой почвы, так как статья Велби не раскрывала ничего из его личной жизни, кроме того, что он не женат. Позже аудиозапись была удалена с его веб-сайта, из-за чего некоторые поклонники решили, что Паланик стыдится своей гомосексуальности. Как сказал Деннис Видмайер, администратор сайта, запись была удалена не из-за того, что там говорится о сексуальной ориентации писателя, а из-за оскорбительных высказываний в адрес Велби. После этого писатель разместил на своём сайте новую аудиозапись, в которой просил своих поклонников не обращать внимания на прошлое событие. Он также извинился за своё поведение, сознавшись, что жалеет о содеянном. Сейчас Паланик — открытый гей и, согласно биографическому очерку и интервью в The Advocate в мае 2008 года, вместе с партнёром, имя которого не разглашается, живёт в «старом церковном строении на окраине американского городка Ванкувер».

### «Кишки» и последующие произведения
В 2003 году у Паланика выходит новая книга — «Дневник» (сюрреалистичный роман). В рамках промотура своего нового произведения Паланик прочитал аудитории небольшое произведение «Кишки» — рассказ про несчастные случаи во время мастурбации, который потом был включён в его книгу «Призраки». История начинается со слов автора, говорящего своим слушателям, чтобы те глубоко вдохнули, задержали дыхание и не дышали на протяжении всего рассказа («история продолжается до тех пор, пока вы можете не дышать»). Сообщалось, что во время публичного чтения 35 человек потеряли сознание из-за нехватки воздуха вследствие длительной задержки дыхания (хотя возможно, большинство из них, будучи любителями творчества Паланика, лишь сделали вид, что лишились чувств).
Журнал «Playboy» опубликовал эти рассказы в мартовском выпуске 2004 года. Кроме того, Паланик позволил им опубликовать ещё одну новеллу, но издателям она показалась слишком резкой. В рамках промотура произведения «Фантастичнее Вымысла» летом 2004 года он снова читал рассказ «Кишки», после чего количество обмороков выросло до 53 случаев, а в следующий раз — до 60 (во время промотура издания «Дневника» в мягкой обложке). Осенью того же года писатель начал промотур нового издания романа «Призраки», где снова продолжил читать «Кишки». Во время чтения 4 октября 2004 года в городе Боулдер (Колорадо) число потерявших сознание увеличилось до 67 человек. Последняя потеря сознания зафиксирована 28 мая 2007 года в городе Виктория (Британская Колумбия), Канада, где пять человек упали в обморок, один из которых ударился головой о дверь, пытаясь покинуть аудиторию. Паланика, похоже, эти припадки не особо волнуют, так как поклонники продолжают читать «Кишки» и прочие произведения автора. В послесловии последнего выпуска «Призраков» Паланик написал, что за всё время чтения рассказа «Кишки» произошло 73 случая потери сознания.
Также в 2003 году вышла одна из нехудожественных книг Паланика — роман «Беглецы и бродяги» — автобиографическое произведение. По структуре этот роман напоминает путеводитель для туристов, который Паланик посвящает городу Портленд (штат Орегон), где писатель жил и работал. А в 2005 году вышел роман «Призраки» — роман, который состоит из нескольких десятков отдельных историй, рассказываемых попавшими в ловушку начинающими писателями. Во время промотура этого романа в 2005 году в Майами Паланик сообщил, что «Призраки» являются последней книгой из «трилогии ужаса», которая включает также произведения «Колыбельная» и «Дневник». Кроме того, писатель рассказал, что готовящийся к изданию роман «Рэнт: биография Бастера Кейси» будет первым из «научно-фантастической трилогии». В 2008 году Паланик провёл неделю на Clarion West Writers Workshop, читая лекции для 18 студентов про методы письма и теории беллетристики.
В 2008 году выходит очередная экранизация романа Паланика — фильм «Удушье». Режиссёром выступил тогда малоизвестный Кларк Грегг, до этого знакомый как режиссёр телесериалов. Премьера фильма состоялась на кинофестивале независимого кино «Сандэнс» (США). В России фильм дебютировал 15 января 2009 года. В этом же году Чак Паланик опубликовал книгу «Снафф» об истории порноактрисы. Книга описывает множество сцен сексуального характера. В России книга появилась в 2010 году. В 2011 году власти Турции обвинили переводчика и издателя романа в публикации материалов, содержание которых противоречит моральным ценностям турецкого общества.

### Дальнейшие работы
5 мая 2009 года был впервые напечатан роман «Пигмей». Сюжет романа вращается вокруг 13-летнего боевика из страны с победившим тоталитаризмом, приехавшего в неназванный штат под видом ученика по обмену. Юный боевик и его сообщники готовят серию терактов под названием «Операция Хаос». Особенностями романа стали цитаты известных правителей и политических деятелей (Адольф Гитлер, Иосиф Сталин, Лев Троцкий, Мао Цзэдун, Иоган Мост и др.), непосредственно связанные с темой главы. Кроме того, весь роман, за исключением цитат и прямой речи американцев, написан весьма своеобразным языком подростка-иностранца, обладающего внушительным словарным запасом и при этом патологически неспособного постичь чужую грамматику. В России книга была выпущена в 2010 году издательством АСТ.
В 2010 году в США и в 2012 году в России издательством АСТ был выпущен роман «Кто всё расскажет». В издании «Time Out Москва» данную книгу оценили положительно и охарактеризовали следующим образом: «Один из самых красочных и кинематографичных романов Чака Паланика о голливудской звёздной тусовке 1950-х годов». Роман повествует о двух близких женщинах, одна из которых постоянно оберегает другую (знаменитую и немолодую актрису) от необдуманных поступков на любовном фронте, ведь та, влюбляясь, постоянно совершает глупости. Литературный критик Олег Комраков так высказал своё мнение о романе: «Автор сыплет именами, названиями фильмов, историческими анекдотами с пулемётной скоростью, так что по-хорошему к этой книге стоило бы приложить подробный путеводитель по миру голливудского кино и коробку с двд, на которых записаны все упомянутые в книге фильмы».
1 сентября 2011 года издательством «Jonathan Cape», а 18 октября издательством «Doubleday» был выпущен роман Паланика «Проклятые». В России книга вышла в конце февраля 2013 года. Паланик сказал, что роман был написан для того, чтобы справиться с переживаниями от смерти его матери, скончавшейся от рака груди в 2009 году. Произведение было основано на структуре романа «Ты здесь, Бог? Это я, Маргарет» американской писательницы Джуди Блум, главной героиней которого тоже является маленькая девочка. Сам автор охарактеризовал свой роман следующим образом: «Что если в „Побеге из Шоушенка“ окажется героиня „Милых костей“ и всё это будет написано Джуди Блум» или «Это своего рода посиделки Клуба „Завтрак“ в аду». После публикации роман был встречен серией положительных отзывов.

## Авторский стиль
Если я напишу что-то нравоучительное — люди моментально меня забудут. Но если напишу то, о чем люди будут спорить, — это останется в культуре навсегда. «Бойцовский клуб» — это хороший роман или плохой? Все условно. Он полон насилия. Я стараюсь создать ослепительный спектакль.
Книги Паланика, предшествующие роману «Колыбельная», имеют схожий стиль и особые черты. Персонажи являются людьми, которые так или иначе оказались не приняты обществом и порой проявляют агрессию, направленную на самоуничтожение. Книги посвящены одиноким людям, которые ищут, к кому бы им прибиться. Сам автор называет такой стиль «Transgressive fiction» («трансгрессивной прозой»). Во всех своих творениях Паланик затрагивает различные проблемы общества, такие как фетишизм. Но после событий 11 сентября 2001 года, а также споров, которые возникли вокруг этой темы, Паланик начал писать более тонко. Начиная с романа «Колыбельная» его романы становятся сатирическими историями ужасов. Но отличаясь сюжетно от предыдущих книг, они по-прежнему имеют с ними много общего.
Повествование в книгах Паланика часто начинается с хронологического конца, когда герой книги вспоминает события, предшествующие началу. В «Колыбельной» автор использует несколько разновидностей подачи сюжета. Паланик использует как нормальное, линейное повествование, так и рассказ, начинающийся с хронологического конца. Существуют и исключения, «Удушье» и «Дневник», которые являются более линейными. Часто в конце книг происходит отклонение главной ветви сюжета, которое будет каким-то образом связано с хронологическим окончанием (что сам Паланик называет «скрытым оружием» — «the hidden gun»). Его более линейные произведения, отличаясь стилем в начале, также в конце имеют схожие разветвления сюжета.
Писательский стиль Паланика много берёт от стилей таких писателей, как Том Спанбауэр (учитель Паланика в Портленде с 1991 по 1996 год), Гордон Лиш, Марк Ричард, Дэнис Джонсон, Том Джонс, Брет Истон Эллис и Эми Хемпел. Его называют минималистичным из-за использования достаточно ограниченного словарного запаса и коротких предложений с целью сымитировать рассказ простого человека. В одном из интервью Паланик сказал, что ему больше нравится писать глаголами, чем прилагательными. Повторение определённых строк в истории (Паланик называет их «припевами» — «choruses») является одним из самых заметных признаков его стиля, их можно найти почти в каждой главе любого его произведения. Паланик также говорит о «припевах», которые перекликаются между отдельными романами: это васильковый цвет и город Миссула (штат Монтана), которые так или иначе появляются во всех книгах.
Герои Паланика часто вступают в философский диалог (рассказчик с читателем или герой романа с рассказчиком), предлагая множество теорий и мнений, часто мизантропических или мрачно-абсурдистских, касаемо сложных вопросов, таких как смерть, этика, детство, статус родителя, сексуальность и божество. Многие из интеллектуальных понятий в его романах возникли под влиянием континентальных мыслителей, таких как Мишель Фуко и Альбер Камю. Тем не менее, известным Паланик стал благодаря своему циничному и ироничному чёрному юмору, которым проникнуты его произведения. Именно из-за сочетания такого чувства юмора и удивительных событий, вокруг которых строятся сюжетные линии (из-за чего некоторые читатели считают эти книги тяжёлыми для чтения), СМИ называют Паланика «шоковым писателем».
Иногда, кроме художественных произведений, Паланик пишет и публицистические. Работая вольнонаёмным журналистом в свободное от писательской работы время, он пишет эссе и репортажи на различные темы. Иногда он сам является участником событий, описанных в этих произведениях, которые сложно поддаются литературному анализу. Он также берёт интервью у знаменитостей, таких как, например, Джульетт Льюис или Мэрилин Мэнсон. Его публицистические статьи периодически публикуются в таких журналах и газетах, как Los Angeles Times и Gear. Некоторые из этих произведений опубликованы в его книге «Фантастичнее Вымысла». Иногда Паланик включает некоторые элементы публицистики в свои художественные произведения, объясняя это желанием большего погружения читателя в книгу.
Сам Паланик и некоторые критики отмечают тот факт, что писатель каждой своей книгой старается взволновать читателей, взбудоражить их, стараясь описать их собственный опыт, который они пережили или переживают в жизни. Паланик руководствуется и своим собственным жизненным опытом, и теми рассказами, которые он слышал от людей, общаясь с ними. Более того, критики считают, что писатель полностью живёт романом, находится в его центре, образуя единое целое со своими героями. Паланик также не склонен разделять высокое и низкое искусство (по его словам, ужасы и порнографию от долго разговаривающих людей в Вольво), используя и то, и другое при написании романов, чтобы комплексно воздействовать на читателей. При написании романа Паланик стремится достичь три цели: описать аспект человеческого опыта, о котором не напишет никто из СМИ; заставить редактора смеяться; описать что-то, потрясающее и его, то, что он сам никогда не прочитает своей матери или племянникам и сложно представляет, как будет читать публично. Том Спанбауэр учил Паланика писать, играя на контрастах, чтобы сначала заставить засмеяться читателей, а затем как можно скорее попытаться разбить их сердца — и Паланик старается следовать этому принципу.

## Критика

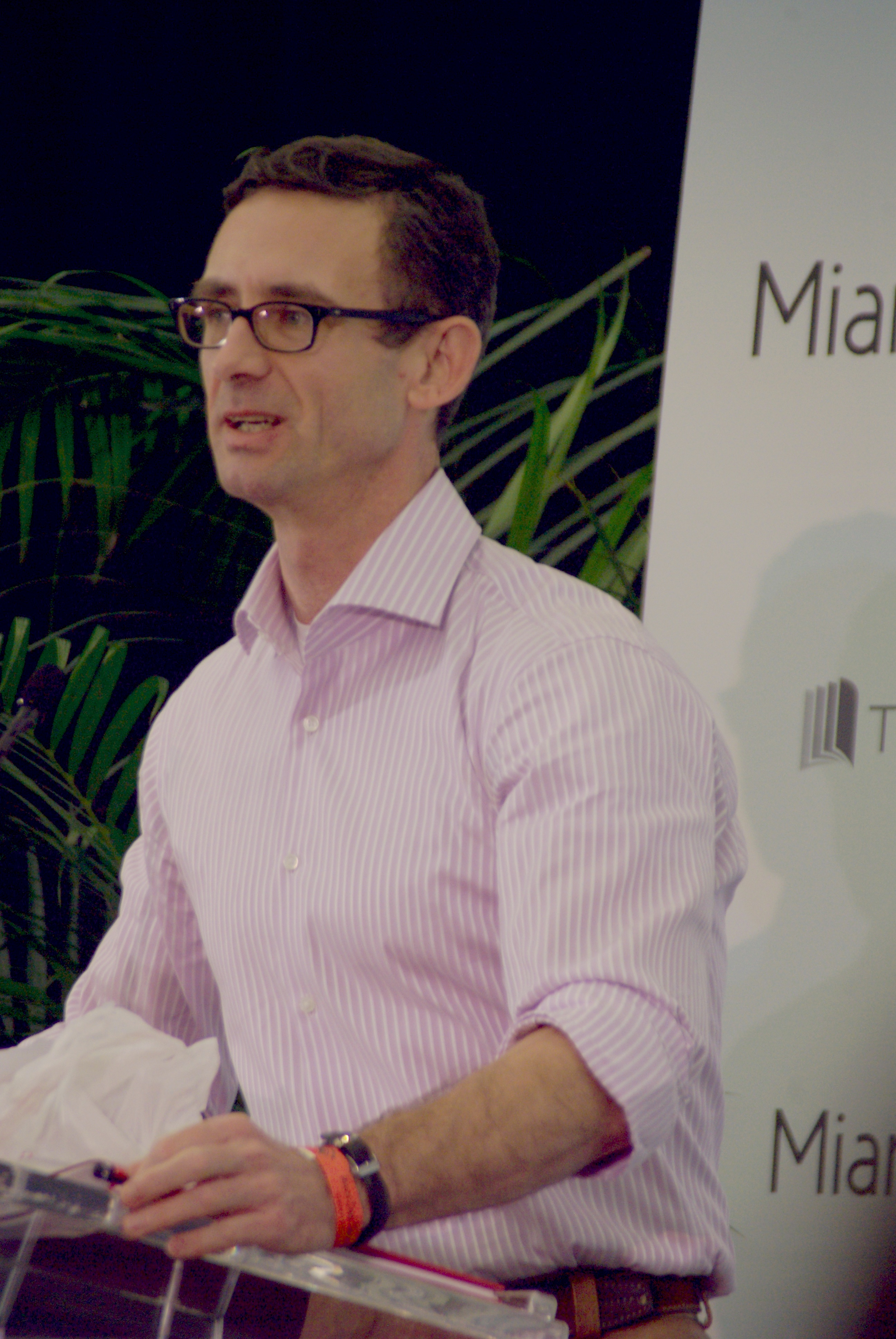
Паланик на литературном фестивале в Майами, 2011 год

Некоторые критики характеризуют его как «шокового писателя» из-за необычности изображаемых ситуаций, к которым всё же относятся больше с юмором, чем критически, в первую очередь, из-за поступков персонажей. Также иногда возникают сомнения в уместности публицистических вставок в художественные произведения, являющихся одним из аргументов характеристики «шокового писателя». Паланик объясняет, почему он использует элементы публицистики, тем, что, во-первых, считает такую форму невероятно удобочитаемой, во-вторых, такая форма позволяет преподнести придуманную историю словно на самом деле произошедшую, в-третьих, это позволяет экспериментировать со структурой романа, изрядно сокращая его, помещая совершенно несвязанные вещи рядом друг с другом, не волнуясь при этом о большом количестве многословных переходных фраз.
Многие обозреватели утверждают, что произведения Паланика являются нигилистическими или склонными к нигилизму, тогда как сам Паланик уверяет, что он не нигилист, а романтик, и его работы ошибочно считают такими, потому что они несут идеи, в которые большинство просто не верит. Существуют мнения об элементах сексизма в его произведениях. Лора Миллер с сайта Salon.com написала резко отрицательную рецензию на «Дневник», на что фаны и сам Паланик довольно быстро отреагировали в секции корреспонденции сайта Salon. Миллер утверждает, что романы Паланика написаны в фальшивом, претенциозном стиле, предложения абсолютно бессвязны, а некоторые умные вещи уже давно были описаны намного лучше другими писателями. Кроме того, она настаивает, что книги писателя наполнены «полусырым нигилизмом обкуренного школьника, который только что прочитал Ницше и послушал Nine-Inch Nails».
В дополнение некоторые литературные критики, в частности Миллер, утверждают, что после «Бойцовского клуба» произведения Паланика стилистически очень похожи. Например, рассказчики в «Бойцовском клубе», «Удушье» и «Уцелевшем» имеют почти одинаковые стили письма и речи, несмотря на то, что принадлежат они к разным слоям населения (например, «Бойцовский клуб» рассказывается приземлённо-мудрым и циничным представителем интеллектуального труда, а историю уцелевшего рассказывает человек, который находился лицом к лицу со смертью). Общими чертами всех этих трёх романов являются очень короткие предложения и абзацы, обращения к поп-культуре и тонкие циничные остроты на тему статуса кво, баланса и равновесия в мире.
Некоторые рецензенты считают, что миры, создаваемые Палаником, имеют мало общего с тем, в котором живёт большинство его читателей, — мир Паланика, по их мнению, более изощрённый, более мрачный и шокирующий.
У него есть хорошие догадки, но его интерес к патологии выдаёт, по-моему, просто непонимание нормы. У него интереса к норме нет. Джудит Гест написал когда-то замечательный роман «Ordinary People». Я этих ordinary people с тех пор в литературе не вижу. Про патологию же писать проще. Обывателя сложно описать, сложно описать повседневные механизмы, реакции.Дмитрий Быков
В целом, отмечают критики, произведения писателя нацелены исключительно на новое поколение, так как их родителей романы могут ужаснуть. Слабонервным романы Паланика критики также не рекомендуют, как и тем, кто всё слишком близко принимает к сердцу, ведь произведения автора очень едкие, жёсткие, а порой и возмутительные. Некоторых обозревателей удивляет, с какой смертельной серьёзностью автор описывает вещи, которые сложно представить в современном обществе.

## Адаптация творчества
После успеха фильма «Бойцовский клуб» появился интерес к экранизации «Уцелевшего». Права на фильм впервые были проданы в начале 2001 года, и с тех пор ещё ни одна киностудия не взялась за съёмку. После атак на Пентагон и Всемирный торговый центр 11 сентября 2001 года кинокомпании, вероятно, считают роман слишком противоречивым для основы фильма. Объясняется это тем, что главный герой «Уцелевшего» похищает гражданский самолёт и разбивает его в малолюдной местности Австралии. Однако в середине 2004 года студия 20th Century Fox объявила о начале подготовки к экранизации книги. Паланик сказал, что киноадаптацией книги будут заниматься те же люди, которые сняли картину «Константин». Но с тех пор к съёмкам фильма так и не приступили.
Между тем права на фильмы по произведениям «Невидимки», «Дневник» и «Удушье» также были проданы. Пока мало что известно о первых двух проектах, кроме того, что Джессика Бил согласилась играть роль одновременно Шеннон и Бренди в «Невидимках», которые, как предполагалось, начали сниматься в 2004 году, но с 2010 года этот проект всё ещё находится в подвешенном состоянии. Паланик также заявлял, что экранизацию «Удушья» будут снимать Даррен Аронофски, режиссёр фильма «Реквием по мечте», и его постоянная команда. Однако этот фильм снял режиссёр Кларк Грегг. «Удушье» было впервые показано 14 января 2008 года на кинофестивале независимого кино «Санденс». Главные роли сыграли Сэм Рокуэлл и Анжелика Хьюстон. Дэвид Финчер выразил свою заинтересованность в съёмке «Дневника» как мини-сериала на канале HBO.
Кроме фильма, по мотивам «Бойцовского клуба» была создана видеоигра в жанре файтинга, вышедшая в октябре 2004 года и оценённая всеми неудовлетворительно. Паланик также во время одного из публичных чтений своих книг упоминал, что работает над мюзиклом на основе «Бойцовского клуба» с Дэвидом Финчером и Трентом Резнором. Брэд Питт, сыгравший роль Тайлера Дердена в «Бойцовском клубе», также проявил интерес к участию. Однако Эдвард Нортон сказал, что ни он, ни Брэд Питт петь не умеют, а посему их участие в мюзикле маловероятно. В Интернете также доступны комиксы «Невидимки» и «Колыбельная».

## Поклонники
После выхода «Бойцовского клуба» на каждой встрече с читателями ко мне подходили серьёзные мужики и спрашивали, как найти такой клуб в их городе. Мне всегда было не по себе в эти моменты, мне приходилось объяснять, что я всё выдумал. Но определенным образом это доказывает силу литературы.
В 2003 году участники официального Интернет-сайта Паланика сняли документальный фильм о его жизни, названный «Открытки из будущего: Документальная лента, посвящённая Чаку Паланику». Официальный фан-сайт «Культ» («The Cult»), как его участники называют себя, организовал творческую мастерскую, где Чак Паланик учит всех тонкостям книгописания. Ежемесячно Паланик публикует эссе о методах работы писателя и отвечает на вопросы о них в течение всего следующего месяца. Он собирается скомпоновать их все в книгу, посвящённую минималистическому стилю письма. В одном из интервью Паланик сказал следующее: «Я стараюсь не думать об ожиданиях моих поклонников, и, работая над новым романом, я не пытаюсь понравиться им. Я провожу огромное количество времени, не общаясь с этими людьми. Я не имею никакого контроля над тем, как буду воспринят ими, поэтому стараюсь сосредоточиться на том, чем могу управлять, — то есть на следующем романе».
Паланик также пытается отвечать на все письма, поступающие от его поклонников. Иногда он присылает странные подарки (пластиковые руки, диадемы королев школьных балов и маски) вместе со своими ответами. Иногда он дарит их поклонникам на чтениях своих книг, часто в качестве призов за заданные вопросы. Подписывая на этих чтениях книги, он также ставит на них юмористические печати, содержание которых связано с содержанием книг (например, печать «Собственность клиники доктора Б. Алекзандера по смене пола» на экземпляре «Невидимок»).
Английская группа Fightstar переименовала свою песню «Out Swimming in the Flood» (посвящённую цунами, которое произошло во время землетрясения в Индийском океане в 2004 году) на «Palahniuk’s Laughter». Им показалось, что его авторская теория закадрового смеха, записанного в 1950-х годах, является интересной темой. Некоторые из музыкальных композиций альбома «A Fever You Can't Sweat Out» группы Panic! at the Disco цитируют и ссылаются на произведения Паланика.

## Награды и номинации
| Год  | Название          | Награда                                           | Категория      | Результат |
| ---- | ----------------- | ------------------------------------------------- | -------------- | --------- |
| 1997 | «Бойцовский клуб» | «Pacific Northwest Booksellers Association Award» | «Лучшая книга» | Победа    |
| 1997 | «Бойцовский клуб» | «Oregon Book Award»                               | «Лучший роман» | Победа    |
| 1999 | «Уцелевший»       | «Oregon Book Award»                               | «Лучший роман» | Номинация |
| 2002 | «Колыбельная»     | «Премия Брэма Стокера»                            | «Лучший роман» | Номинация |
| 2003 | «Колыбельная»     | «Pacific Northwest Booksellers Association Award» | «Лучшая книга» | Победа    |
| 2005 | «Призраки»        | «Премия Брэма Стокера»                            | «Лучший роман» | Номинация |